# Folter während des Syrischen Bürgerkrieges
Verschiedene Formen von Folter im Syrischen Bürgerkrieg wurden von nahezu jeder Konfliktpartei an Gefangenen und Gegnern verübt. Der Einsatz von Folter und die außergerichtliche, willkürliche Hinrichtung von Gefangenen in einem bewaffneten Konflikt wie dem Syrischen Bürgerkrieg stellen Kriegsverbrechen und Verbrechen gegen die Menschlichkeit dar, wenn sie weitverbreitet und systematisch angewandt werden. Für die Reaktion der internationalen Politik war die Frage wichtig, ob es durch Regierungskräfte zu systematischen Folterungen zum Beispiel in syrischen Gefängnissen kam, da dies eine Völkerrechtsverletzung darstellt, die eine militärische Intervention nach sich ziehen kann.
Die Informationspolitik zu Folter durch Konfliktparteien schätzen Wissenschaftler und nichtsyrische Politiker als stark abhängig von den Interessen einzelner Konfliktgruppen ein. Deshalb ist die Bezifferung von Opferzahlen und eine Einschätzung des Ausmaßes während des noch anhaltenden Konflikts schwierig.

## Syrische Regierung
Ende Januar 2014 veröffentlichten der britische The Guardian und der Sender CNN Informationen über einen Bericht von Human Rights Watch, der sich auf Aussagen eines nach eigenen Angaben übergelaufenen syrischen Militärfotografen stützt. Laut ihm soll in syrischen Gefängnissen systematisch gefoltert werden. Er habe alleine Bilder von 11.000 toten Häftlingen, die er selbst fotografiert habe, auf Datenträgern aus dem Land geschmuggelt. Einige der toten Häftlinge auf den Bildern hatten keine Augen mehr, andere seien augenscheinlich stranguliert oder mit Elektroschocks getötet worden. Viele Gefangene seien ausgemergelt gewesen, andere zeigten Spuren von Schlägen mit Stangen oder anderen Gegenständen.
Human Rights Watch beauftragte für den Bericht den früheren Chefankläger des Kriegsverbrechertribunals für Sierra Leone, Desmond de Silva, den Ankläger im Prozess gegen den früheren jugoslawischen Präsidenten Slobodan Milosevic, Geoffrey Nice, sowie David Crane, der den liberianischen Präsidenten Charles Taylor angeklagt hat. Sie stuften die Aussagen des geflohenen Polizisten sowie die Fotos als authentisch ein.
Dem Guardian sagte de Silva, die Bilder seien „ein direkter Beweis für Tötungen im industriellen Ausmaß“ durch die Regierung von Staatschef Baschar al-Assad. Sie dokumentierten zudem den direkten Zusammenhang von Folter und Gefangenentötung, was gegen das Völker- und das Kriegsrecht verstößt. „Das ist die Art von Indizien, nach der jeder Staatsanwalt sucht und auf die jeder Staatsanwalt hofft“, sagte Crane. Die Autoren stellten das Material den Vereinten Nationen, Regierungsvertretern und Menschenrechtsgruppen zur Verfügung.

## Oppositionsgruppen
Bewaffnete Oppositionsgruppen waren laut Human Rights Watch für die Misshandlung und Folter von Gefangenen und für außergerichtliche und willkürliche Hinrichtungen in verschiedenen syrischen Städten verantwortlich. In Aleppo, Latakia und Idlib soll es zu diesen Maßnahmen gekommen sein, wie die Organisation ANCH einem Besuch im Gouvernement Aleppo 2012 berichtete. Drei hochrangige Vertreter der Opposition, denen Human Rights Watch 2012 Belege für außergerichtliche Hinrichtungen vorgelegt hatte, erklärten, die Opfer hätten es verdient, getötet zu werden, und man lasse nur die schlimmsten Verbrecher exekutieren.
Human Rights Watch fordert die Opposition auf, Verhaltensregeln für die bewaffneten Oppositionsgruppen zu unterstützen, welche die Achtung der Menschenrechte und die Einhaltung internationaler Menschenrechtsnormen fördern.

## Reaktionen
Die Vereinigten Staaten und andere westliche Regierungen warfen dem syrischen Staatschef Baschar al-Assad schon bald nach dem Ausbruch der Kämpfe vor, beim Kampf gegen seine Gegner Kriegsverbrechen begangen zu haben. Assad wies dies stets von sich.